# John Raymond Henry
John Raymond Henry (Lexington (Kentucky), 11 augustus 1943 –  Brooksville (Florida), 1 november 2022) was een Amerikaanse beeldhouwer.

## Leven en werk
John Henry bezocht van 1961 tot 1965 de Universiteit van Kentucky in zijn geboortestad Lexington. Aansluitend studeerde hij van 1966 tot 1969 aan de School of the Art Institute of Chicago, het Illinois Institute of Technology (in 1967) en de Universiteit van Chicago (in 1968-1969), alle in Chicago. Henry was met Mark di Suvero, Kenneth Snelson, Lyman Kipp en Charles Ginnever medeoprichter van ConStruct, een galerie voor grootschalige metaalsculpturen en organisator van exposities in de gehele U.S.A. Hij woonde en werkte in Chattanooga (Tennessee), waar hij zijn monumentale, soms tientallen meters hoge, metalen sculpturen in zijn atelier ontwierp en uitvoerde.
Henry was hoogleraar aan het Chattanooga State College in Chattanooga en was in 2003 oprichter van het Chattanooga State's Outdoor Museum of Art. Henry was bestuursvoorzitter van het International Sculpture Center en exposeerde regelmatig ook in Europa.
Henry overleed op 1 november 2022 op 79-jarige leeftijd.

## Werken (selectie)
- Clarencetown Light (1971), Dallas Museum of Art in Dallas (Texas)
- Untitled (1973) en CUB 5/40 (1979), Grand Rapids Art Museum in Grand Rapids (Michigan)
- Shafts (1974), Sloping Shafts (1974) en Three Bolts (1974), Smithsonian American Art Museum in Washington D.C.
- Sun Target (1974), University of North Carolina in Charlotte (North Carolina)
- Illinois Landscape No. 5 (1971), Nathan Manilow Sculpture Park van de Governors State University in Illinois
- Pittsburgh (1977), Frank Curto Park in Pittsburgh
- Cape II (CapeTwo) (1971) en Untitled (1981)[5], Peter Kiewit Foundation Sculpture Garden van het Joslyn Art Museum in Omaha (Nebraska)
- Untitled (BES 80-28) (1980) en Largo (1981), Hunter Museum of American Art in Chattanooga
- Jaguar, Devonian Park in Vancouver (Canada)
- Alachua (1987)[6], Universiteit van Florida in Gainesville (Florida)
- Grand Rouge (1998) en Reclining Refuge (2002), Beeldenpark Grounds for Sculpture in Hamilton (New Jersey)
- Symphony in Red (2000), Skulpturenmeile Hannover in Hannover
- Fulcrum (2001), beeldenroute Skulpturenachse Eschborn in Eschborn (Hessen)
- River High (2008), University of Wyoming Art Museum in Laramie (Wyoming)

## Fotogalerij

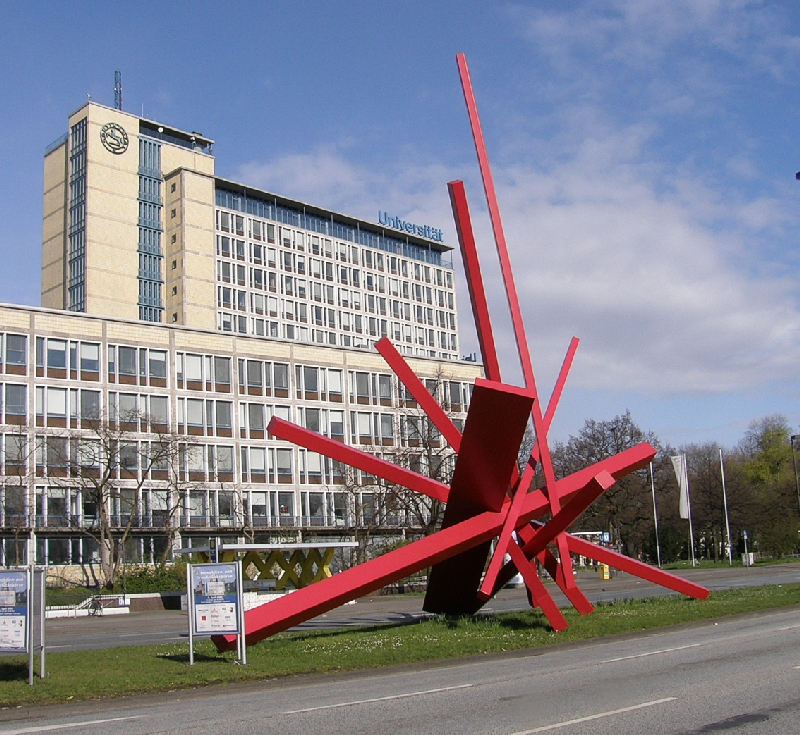
Symphony in Red (2000)
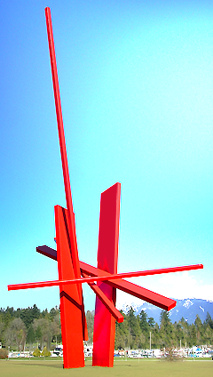
Jaguar
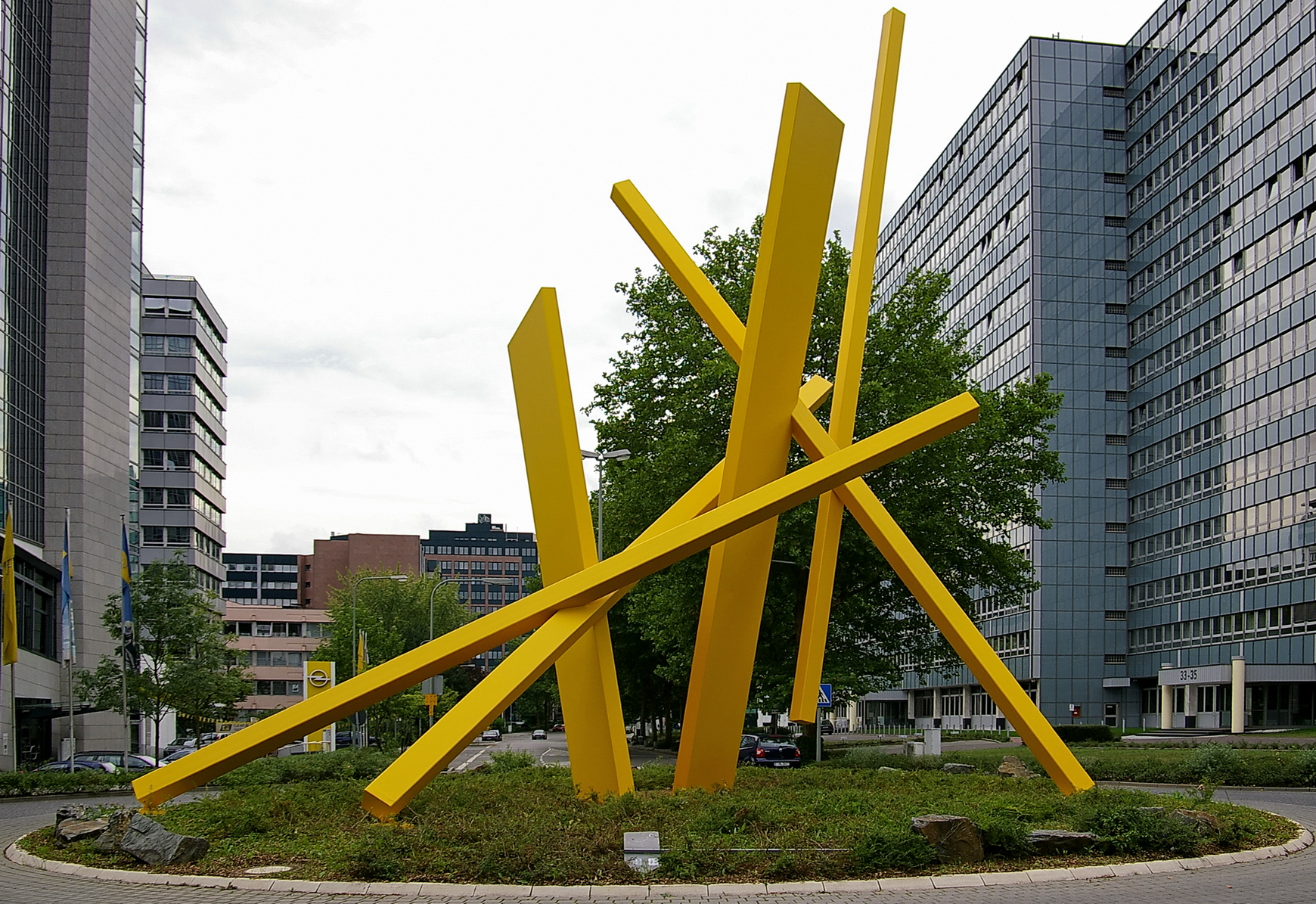
Fulcrum (2001)